# راسبورة رقيقة
راسبورة رقيقة (الاسم العلمي:Rasbora subtilis ) هي نوع من الأسماك تتبع جنس الراسبورة من فصيلة الشبوطيات.